# 顧儒伯

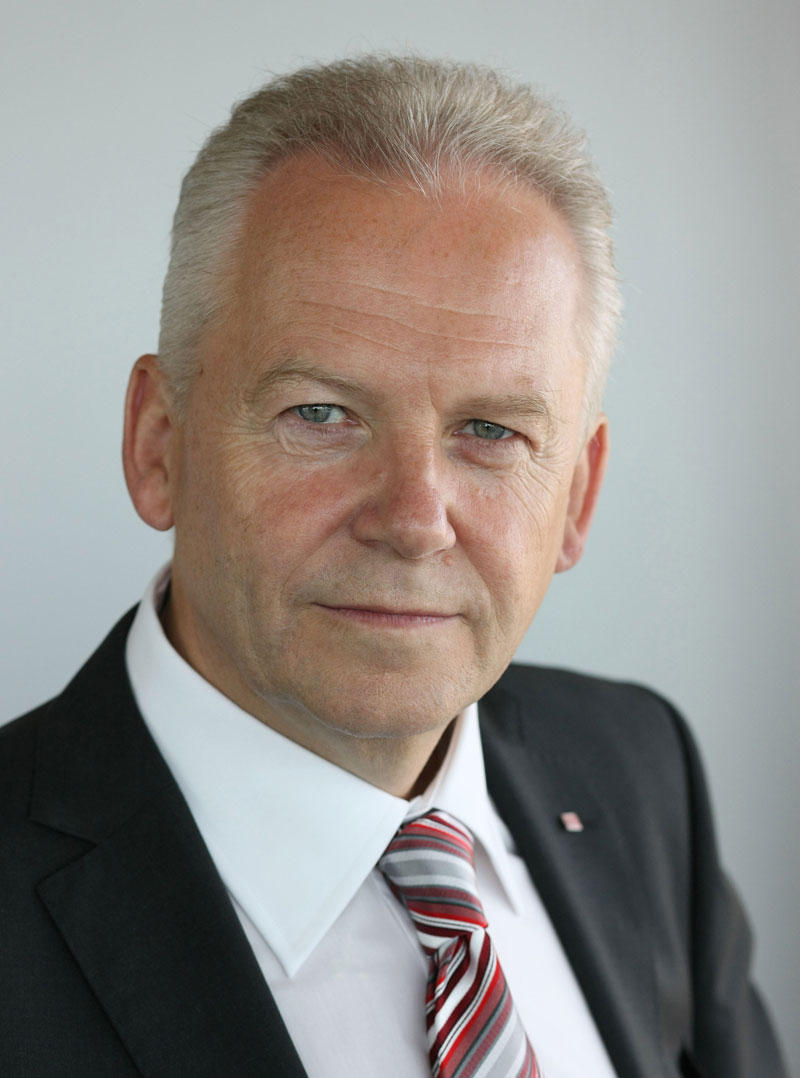
顧儒伯

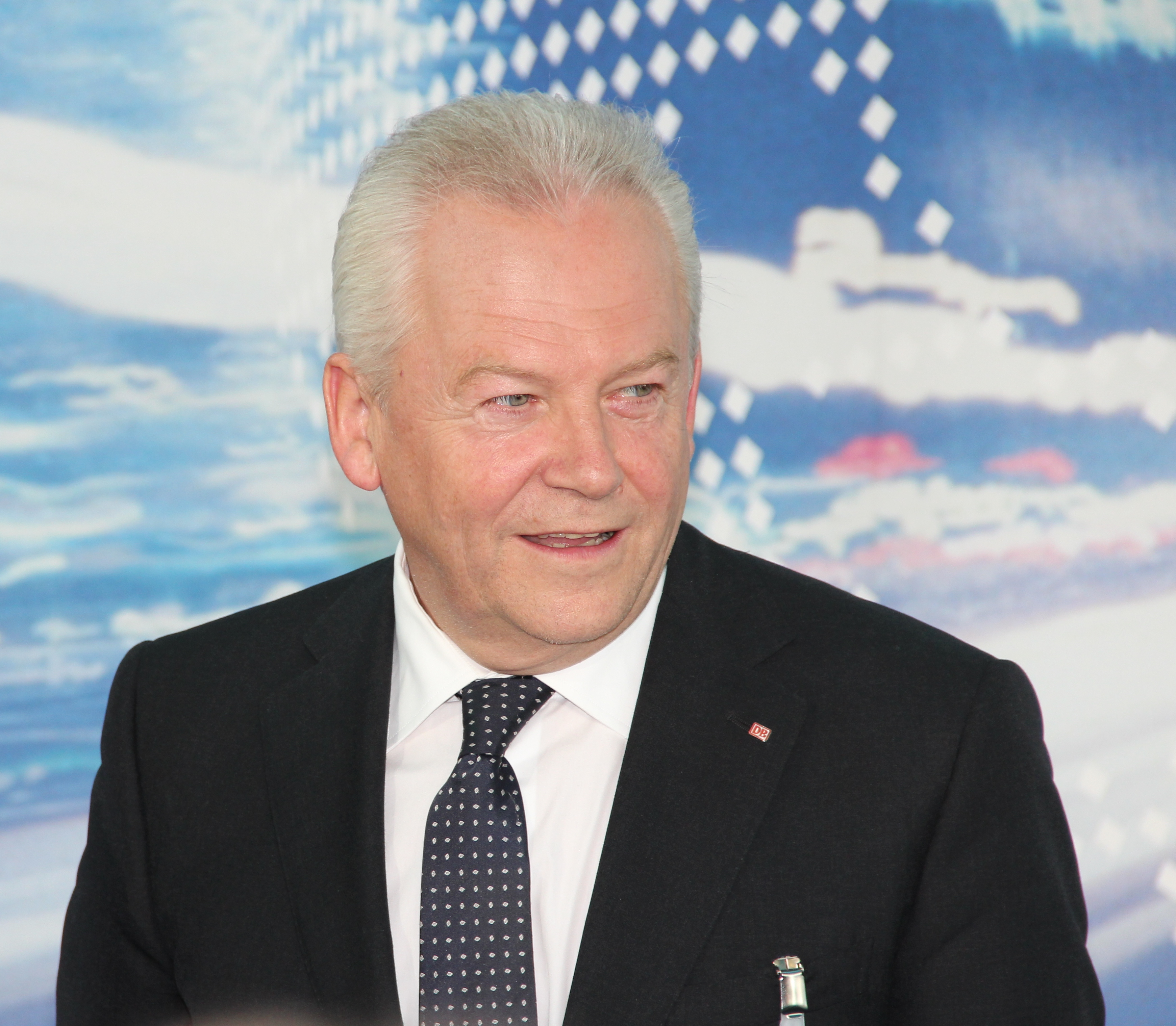
攝於顧儒伯任德國鐵路CEO時，2013年柏林

顧儒伯（德語 : Rüdiger Grube，音譯呂迪格·格魯伯，1951年8月2日—）是現代汽車公司現任副總裁，也是現任德國鐵路公司董事長，並曾於2007年4月至2009年4月任EADS主席。

## 生平
顧儒伯於1951年在漢堡出生。在金屬飛機製造技術培訓後，他繼續在漢堡應用科技大學學習汽車工程和飛機製造，並畢業為合格的工程師。 他也在其後學習職業和商業教學。 1981年至1986年，他於大學教授生產和工程學，然後完成工業科學和工藝博士學位。於1989年在Messerschmitt-Bolkow-Blohm開始了他的職業生涯，接著在戴姆勒奔馳的許多職位上工作，包括高級副總裁和企業戰略主管。 他還在戴姆勒克萊斯勒工作。
2009年4月25日，顧儒伯簽署了一份為期五年的合同，從2009年5月1日起成為德國鐵路公司的首席執行官。當時該公司受到經濟衰退的打擊，面臨著其一些基於技術的決策問題。 顧儒伯被迫做出艱難的決定，宣布削減公司規模。
他還擔任三菱、邁凱輪集團及現代的董事，並兼任EADS的非執行董事。

## 私人生活
從他的第一次婚姻起他有一個兒子和一個女兒。 在2015年8月8日，他與Cornelia Poletto（生於1971年）結婚， 並由德國外交部長弗蘭克 - 沃爾特·施泰因邁爾擔任伴郎。

## 連結
- Dr. Rüdiger Grube, Chairman and CEO of DB AG. 德國鐵路企業網站